# Liste der Nummer-eins-Country-Alben in den USA (1991)
Dies ist eine Liste der Nummer-eins-Alben in den von Billboard ermittelten Verkaufscharts für Country-Alben in den USA im Jahr 1991. In diesem Jahr gab es vier Nummer-eins-Alben.

| ← 1990 ← | Liste der Nummer-eins-Country-Alben in den USA | Liste der Nummer-eins-Country-Alben in den USA | Liste der Nummer-eins-Country-Alben in den USA | 1992 →                    |
| \| Zeitraum \| Wo. ges. \| Interpret \| Titel \| Zusätzliche Informationen \| \| (Zeitraum, Wochen auf Platz eins, Interpret, Titel, zusätzliche Informationen) \| \| \| \| \| \| ------------------------------------------------------------------------------ \| -------- \| ------------ \| --------------------------- \| ------------------------- \| \| 29. Dezember 1990 – 8. Februar 1991 6 Wochen (insgesamt 7) \| 7 \| Clint Black \| Put Yourself in My Shoes[1] \| — \| \| 9. Februar 1991 – 17. Mai 1991 14 Wochen (insgesamt 20) \| 20 \| Garth Brooks \| No Fences[2] \| — \| \| 18. Mai 1991 – 24. Mai 1991 1 Woche (insgesamt 1) \| 1 \| Dolly Parton \| Eagle When She Flies[3] \| — \| \| 25. Mai 1991 – 27. September 1991 18 Wochen (insgesamt 38) \| 38 \| Garth Brooks \| No Fences \| — \| \| 28. September 1991 – 27. Dezember 1991 13 Wochen (insgesamt 13) \| 13 \| Garth Brooks \| Ropin' the Wind[4] \| — \| |                                                |                                                |                                                |                           |
| ← 1990 |                                                |                                                |                                                | → 1992 →                  |
| Zeitraum | Wo. ges.                                       | Interpret                                      | Titel                                          | Zusätzliche Informationen |
| (Zeitraum, Wochen auf Platz eins, Interpret, Titel, zusätzliche Informationen) |                                                |                                                |                                                |                           |
| 29. Dezember 1990 – 8. Februar 1991 6 Wochen (insgesamt 7) | 7                                              | Clint Black                                    | Put Yourself in My Shoes                       | —                         |
| 9. Februar 1991 – 17. Mai 1991 14 Wochen (insgesamt 20) | 20                                             | Garth Brooks                                   | No Fences                                      | —                         |
| 18. Mai 1991 – 24. Mai 1991 1 Woche (insgesamt 1) | 1                                              | Dolly Parton                                   | Eagle When She Flies                           | —                         |
| 25. Mai 1991 – 27. September 1991 18 Wochen (insgesamt 38) | 38                                             | Garth Brooks                                   | No Fences                                      | —                         |
| 28. September 1991 – 27. Dezember 1991 13 Wochen (insgesamt 13) | 13                                             | Garth Brooks                                   | Ropin' the Wind                                | —                         |